# Flavio Cobolli
Flavio Cobolli (født 6. maj 2002 i Firenze, Italien) er en professionel tennisspiller fra Italien.